# Zimmerius albigularis
Zimmerius albigularis là một loài chim trong họ Tyrannidae.